# Triflato de dibutilboro

Triflato de dibutilboro

El triflato de dibutilboro o DBBT (C9H18BF3O3S, (CAS: 60669-69-4) es un reactivo en química orgánica. Se usa en síntesis asimétrica, por ejemplo, en la formación de enolatos de boro en la reacción aldólica